# J.-H. Rosny aîné
Pour les articles homonymes, voir Rosny.
J.-H. Rosny aîné, pseudonyme de Joseph Henri Honoré Boex, aussi connu sous le pseudonyme Enacryos, né le 17 février 1856 à Bruxelles et mort le 15 février 1940 à Paris, est un écrivain franco-belge, un des grands fondateurs de la science-fiction moderne, appelée alors Merveilleux scientifique

## Biographie

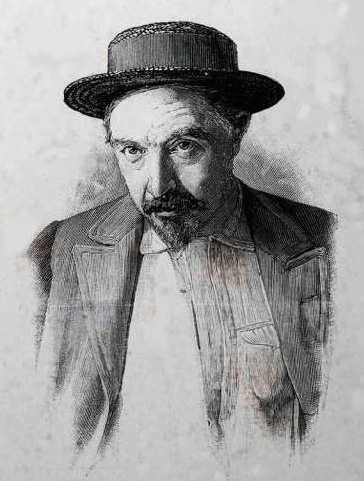
J.-H. Rosny aîné, membre de l'académie Goncourt.
L'Illustration, 1er août 1896.

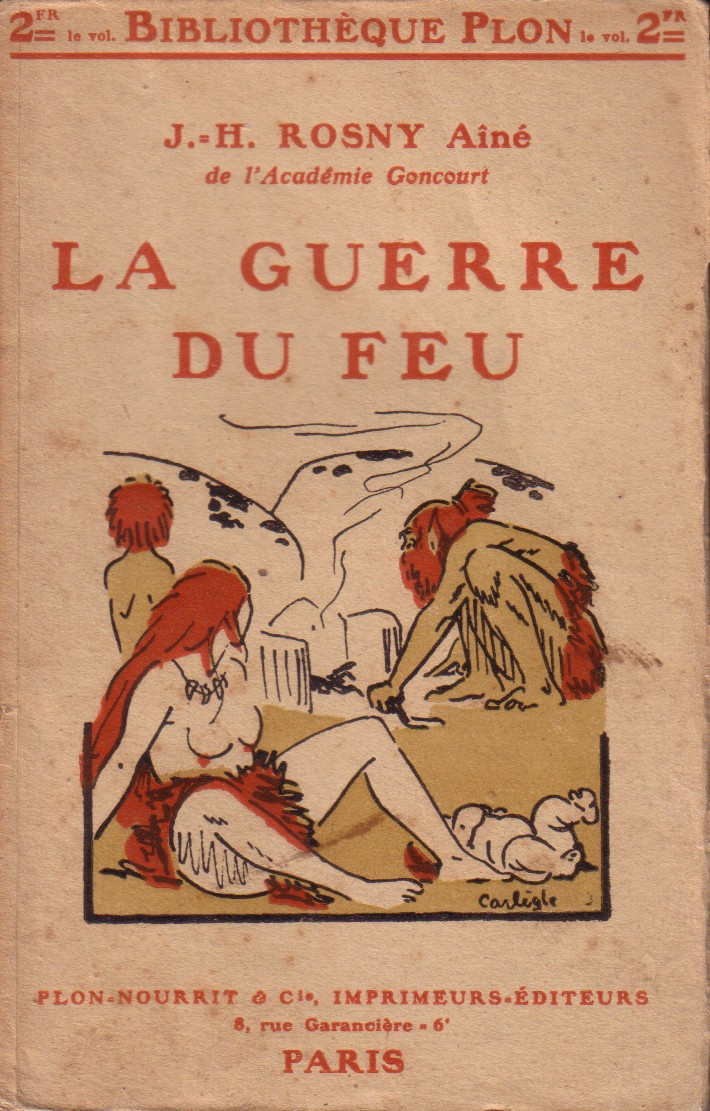
La Guerre du feu, couverture illustrée par Carlègle pour l'édition Plon, 1930.

Après une enfance passée à Bruxelles, il suit des études scientifiques touchant autant aux mathématiques qu'à la physique-chimie et aux sciences naturelles. Il part en 1874 pour Londres, où il se marie. En novembre 1883, il s'installe à Paris. Il publie, seul, son premier roman en 1886 : Nell Horn de l'armée du Salut. En 1887, il commence à écrire et à publier, avec son frère, sous le pseudonyme de J.-H. Rosny. Pour Pierre Versins, et pour ce qui est des romans et nouvelles de science-fiction, « il est indéniable que la part de l'aîné fut prépondérante. Son style et sa thématique sont assez reconnaissables ». Un sentiment partagé par Michel Desbruyères pour qui « le talent n'était pas tout à fait également partagé entre [les deux frères...]. C'était manifestement Joseph-Henri [...] qui se trouvait être le véritable créateur ». Son premier ouvrage, Nell Horn de l'armée du Salut (1886), est influencé par le naturalisme. Il est l'un des signataires du fameux Manifeste des cinq, critiquant Émile Zola. En 1887, il fait paraître Les Xipéhuz, dont l'action se déroule dans une lointaine préhistoire et voit se rencontrer humains et intelligence non-organique (certains commentateurs récents parlent d'extraterrestres, mais rien dans la nouvelle ne permet de prétendre que cette vie minéralo-électrique provienne d'ailleurs que de la Terre). Rosny partagera d'ailleurs son « œuvre fantastique » entre récits de science-fiction (le terme n'existe pas encore) et récits préhistoriques, comme Vamireh (1892, écrit avec son frère et considéré comme le premier véritable roman préhistorique) et surtout La Guerre du feu (1909). C'est en 1897 que J.-H. Rosny est nommé chevalier de la légion d'Honneur.
Ses œuvres de « science-fiction » les plus connues comprennent Le Cataclysme (1888, repris en 1896), Un autre monde (1895), La Mort de la Terre (1910), La Force mystérieuse (1913), Les Navigateurs de l'infini (1925). En 1908, les frères Rosny cessent de publier conjointement : Joseph-Henri signe dès lors « J.-H. Rosny aîné », et Séraphin-Justin « J.-H. Rosny jeune ».
Dans son testament, Edmond de Goncourt nomme les frères J.-H. Rosny pour faire partie de la Société littéraire des Goncourt. Plus connue sous le nom d'académie Goncourt, elle a officiellement été reconnue le 1er mars 1900. Le premier prix Goncourt fut attribué le 26 février 1903. J.-H. Rosny aîné en sera le président de 1926 jusqu'à sa mort en 1940, date à laquelle J.-H. Rosny jeune prend sa succession.

## Autres
Naturalisé français le 31 mai 1890, il n'a pas renoncé à la citoyenneté belge : Joseph Henri Boex possédait donc la double nationalité.
Le 5 décembre 1935, les deux frères ont signé une convention littéraire qui attribue formellement les ouvrages écrits en collaboration. Cette convention a été publiée par Jean-Michel Pottier dans Les Cahiers naturalistes no 70. Elle est reprise et analysée dans le dossier J.-H. Rosny - Archéobibliographie, publié dans la revue Le Visage Vert no 23, par Fabrice Mundzik.

## Influence
J.-H. Rosny aîné peut être considéré comme un des auteurs fondateurs de la science-fiction. Ses récits cataclysmiques ont été publiés avant ceux de H. G. Wells. Son court roman Les Navigateurs de l'infini (1925), considéré parfois comme son chef-d'œuvre, a introduit le terme d'astronautique. Un autre récit, La Jeune Vampire (1911), décrit le vampirisme comme une modification génétique héréditaire, approche non fantastique (le vampirisme relevant d'une explication scientifique).
Son nom a été donné à un prix littéraire de science-fiction de langue française : le prix Rosny aîné.

## Œuvres
- Nell Horn de l'Armée du Salut (1886)
- Les Xipéhuz (1887)
- Les Corneilles (1888)

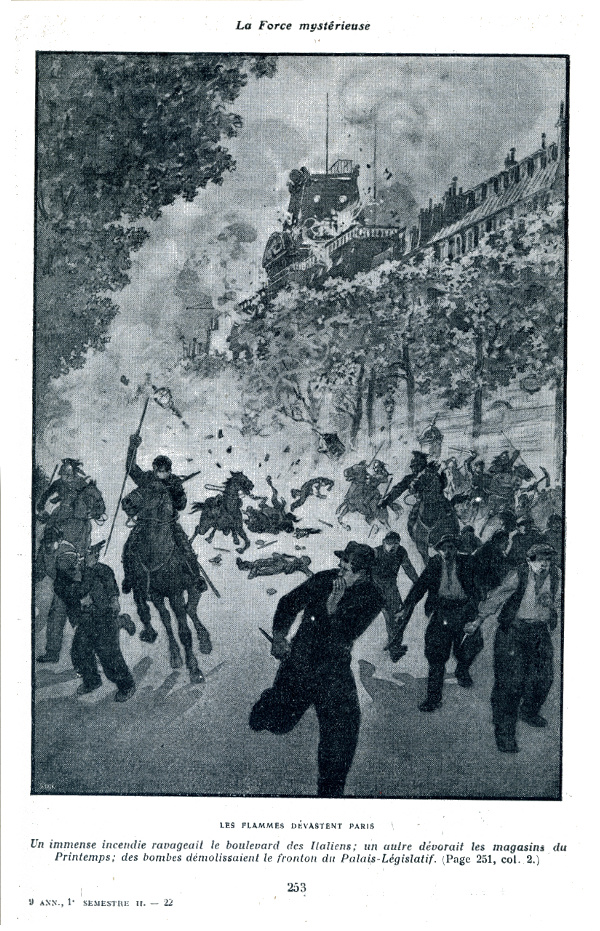
« Les flammes dévastent Paris », illustration de Marcel Lecoultre pour La Force mystérieuse, roman publié en feuilleton dans Je sais tout du 15 janvier au 15 mai 1913.

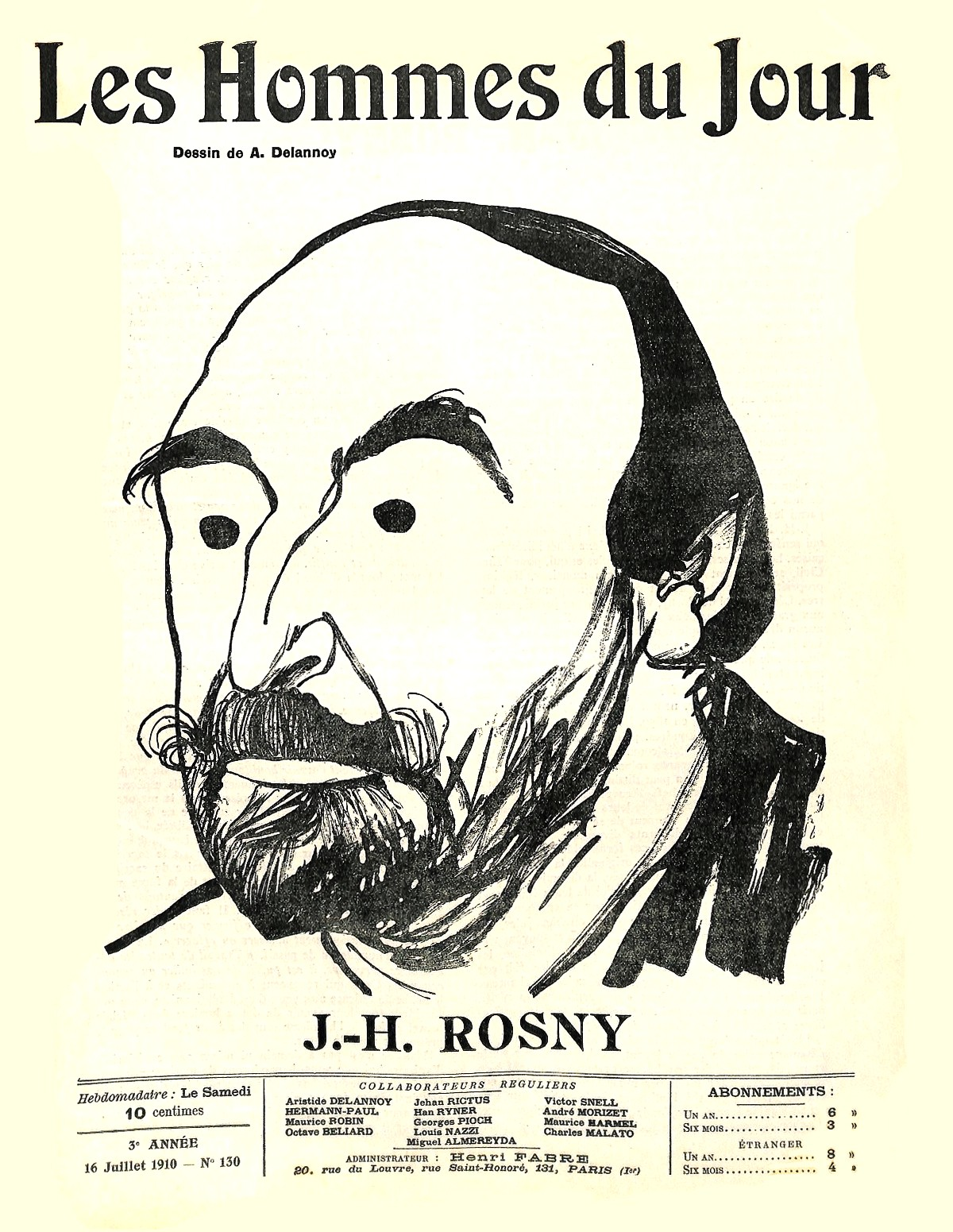
J.-H. Rosny aîné caricaturé par Aristide Delannoy dans Les Hommes du jour, no 130, 16 juillet 1910.

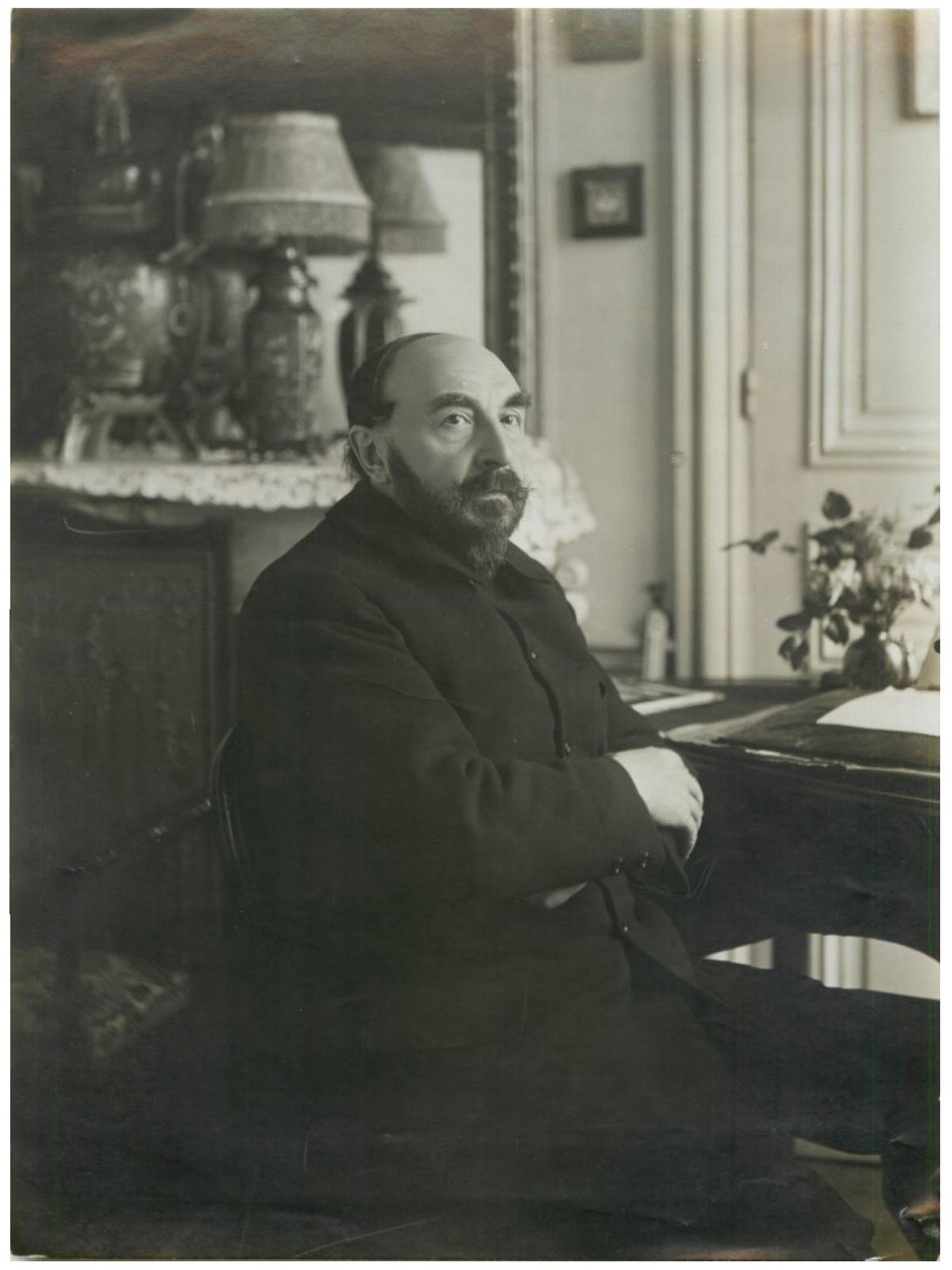
J.-H. Rosny aîné photographié par Henri Manuel.

- Tornadres (1888, reparu dans une version légèrement remaniée en 1910 sous le titre Le Cataclysme[11]) Gallica
- La Légende sceptique (1889)
- Daniel Valgraive (1890)
- Les Profondeurs de Kyamo (1891)
- L'Exil de Rama (1893)
- Tabubu (1893)
- Un autre monde (1895)
- Les Origines (1895)
- La Flûte de Pan, Borel (1897)
- Amour étrusque (1898), sous le pseudonyme Enacryos
- Bérénice de Judée (1898), sous le pseudonyme Jacques Soldanelle (rééd. en 1906, illustré par Léonce de Joncières, sous le nom J.-H. Rosny)
- Les Aventures de Setnê, La Renaissance Latine, (1902)
- Les Femmes de Setnê (1903), sous le pseudonyme Enacryos, illustrations de Clémentine-Hélène Dufau.
- L'Épave (1903)
- La Luciole (Paris, éditions Paul Ollendorf, 1904)
- La Juive – Rachel et l'Amour, Ollendorff, (1906)
- La Guerre du feu (1909, en feuilleton — 1911 en volume)
- La Vague rouge (1909)
- La Mort de la Terre (1910)
- La Jeune Vampire (1911)
- Les Rafales (1912)
- La Force mystérieuse (1913)
- Le Trésor dans la neige (1913)
- Le Coffre-fort (1913)  Gallica
- L'Aube du futur (1916)
- L'Énigme de Givreuse (1916)
- Perdus ? (1916, parution en feuilleton dans Le Journal, puis Flammarion)[12]
- Le Félin géant (1918)
- La Grande Énigme (1920)
- La Comtesse Ghislaine (1920)
- L'Étonnant Voyage de Hareton Ironcastle (1922)
- Les Sciences et le pluralisme, Alcan, Nouvelle collection scientifique (1922).
- L'Amour d'abord (1923)
- Pensées errantes (1924)
- Les Autres Vies, les Autres Mondes (1924)
- L'Assassin surnaturel (1924) (nouvelles)
- La Terre noire (1924)
- Les Navigateurs de l'infini (1925)
- Les Femmes des autres (1925)
- Le Trésor lointain (1926)
- La Femme disparue (1926)
- Carillons et sirènes du Nord (1928)
- Les Conquérants du feu (1929)
- Les Hommes-Sangliers (1929)
- Helgvor du Fleuve Bleu (1929)
- Au Château des Loups Rouges (1929)
- L'Initiation de Diane (1930)
- Ambor Le Loup (1931) ; rééd. Auda Isarn (2020)
- Napoléon Le Grand (1931)
- La Sauvage Aventure (1932)
- Un voleur (1932)
- Les Compagnons de l'Univers (1933)
- Le Vampire de Bethnal Green (1935)
- Le Bel Amour de Jeanne de Navres, bois originaux de Claude-René Martin, J. Ferenczi et Fils (1939)
- Les Astronautes (roman posthume, 1960)
- Le Bilatéral. Mœurs révolutionnaires parisiennes, Classiques Garnier, coll. "Littératures populaires", Paris, 2024, 481 p., Vittorio Frigerio éd[13],[14].

### Anthologies
- La Guerre des règnes de J.-H. Rosny aîné, inclus La Guerre du feu (anthologie), Bragelonne (2012)
- L'Ultime Recours, Au Quai de Rhum (2014)
- À chacun son salaire, Au Quai de Rhum (2014)
- Fables antiques et autres récits érotiques (anthologie), Bibliogs (2014)
- Les Conquérants du feu et autres récits primitifs (anthologie), Les Moutons électriques (2014)
- Le Trésor de Mérande et autres récits d'aventure (anthologie), Les Moutons électriques (2014)
- Les Compagnons de l'univers et autres récits d'anticipation (anthologie), Les Moutons électriques (2015)
- Le Tigre, Bibliogs (2015)
- La Puissance invincible de l'inertie (anthologie), Bibliogs (2016)
- Les Âges farouches de J.-H. Rosny aîné (anthologie), Bibliogs (2016)
- Une fête anthropophagique (anthologie), Bibliogs (2016)
- Dans l’océan des probabilités… (anthologie), Bibliogs (2016)
- Récits préhistoriques (anthologie), Hélios (2018)

## Pastiches
- Ernest La Jeunesse, « J.-H. Rosny et le Mastodonte », in Les Conquérants du Feu et autres récits primitifs, Les Moutons électriques (2014)
- Renée Dunan, Le Monde des Rondipètes (À la manière de J.-H. Rosny aîné…), Bibliogs (2015)

## Hommage
- Le Jardin d'immeubles Rosny-Aîné (Paris) porte son nom.
- L'astéroïde (223633) Rosnyaîné est également nommé en son honneur.

## Adaptations cinématographiques
- La Part du pauvre (1909)[15],[Note 1].
- La Guerre du feu, réalisé par Georges Denola (1915).
- Le Coffre-fort, réalisé par Georges Denola  (1916).
- L'Argent qui tue, réalisé par Georges Denola (1918).
- Âmes d'enfants, coréalisé par Jean Benoit-Lévy et Marie Epstein (1928).
- Dans les rues, réalisé par Victor Trivas (1933).
- La Guerre du feu, réalisé par Jean-Jacques Annaud (1981).